# Bodendenkmal Deutzer Weiher

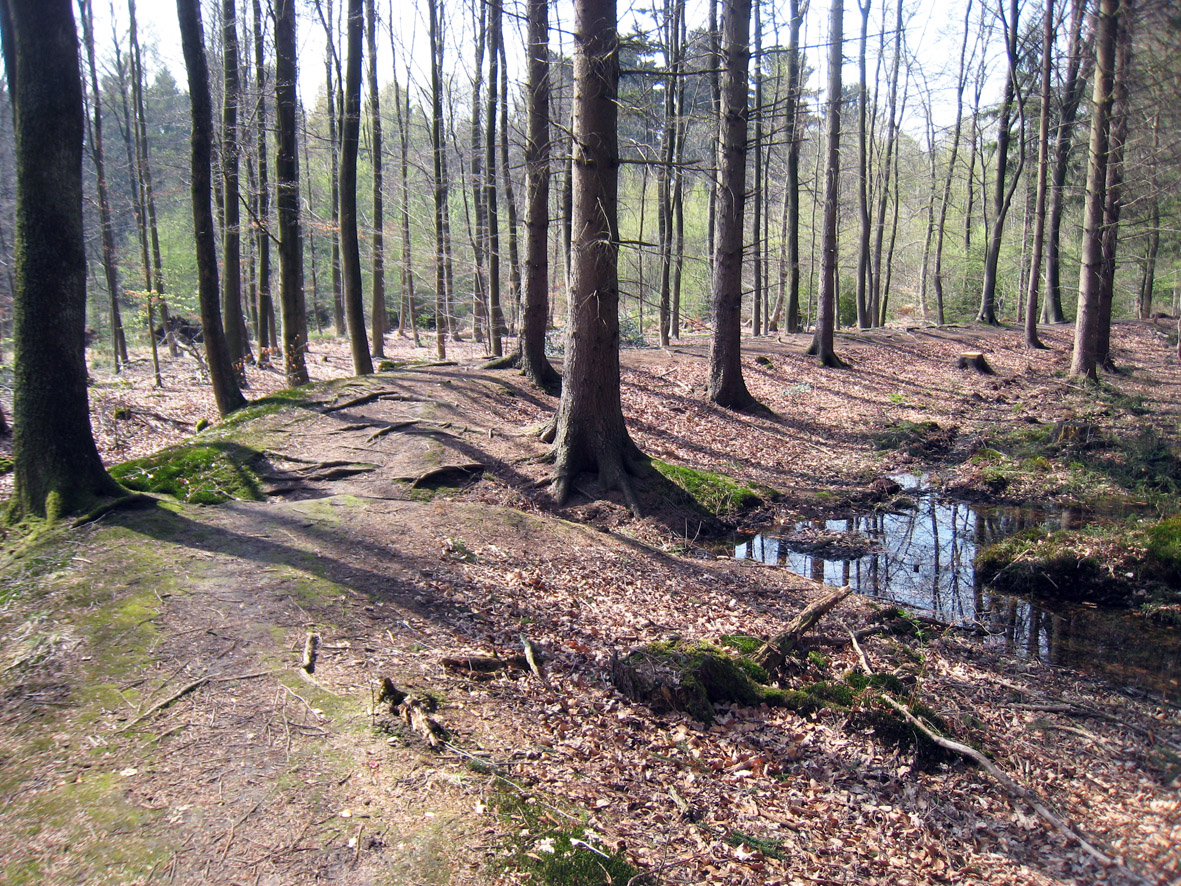
Teil einer Wallanlage der Deutzer Weiher

Das Bodendenkmal Deutzer Weiher liegt im Stadtteil Gronau von Bergisch Gladbach östlich von der Straße Gierather Wald.

## Beschreibung
Die Deutzer Weiher sind ein System von 11 einzelnen Teichen. Sie liegen in dem flachen, 300 × 300 m großen, nach Westen geneigten Hang im Naturschutzgebiet Gierather Wald. Die Dammbreite am westlichen Abschlussdamm beträgt 10 m, die Dammhöhe 1,2 m. Es handelt sich um eine mittelalterliche Weiheranlage, die ursprünglich zur Benediktinerabtei Deutz gehörte. Die Anlage war bis Ende der 1970er Jahre unversehrt erhalten. Danach wurde ein neuer Forstwirtschaftsweg angelegt, der mehrere Dämme durchschnitt. Außerdem wurden zwei Dämme eingeebnet. Durch die Unterschutzstellung am 2. Januar 1984 sind weitere ähnliche Zerstörungen auszuschließen.

## Bodendenkmal
Das Gebiet ist unter Nr. 4 in die Liste der Bodendenkmäler in Bergisch Gladbach eingetragen.